# Síndrome de Adie
Síndrome de Adie, às vezes conhecida como pupila tônica de Adie é um transtorno neurológico que afeta a pupila do olho e o sistema nervoso autônomo. É causada por uma lesão nas fibras pós-ganglionares do sistema nervoso parassimpático do olho, geralmente por uma infecção viral ou bacteriana que causa inflamação e é caracterizada por um pupila tônica dilatada.

## Sinais e sintomas
Os principais sintomas são midríase, perda dos reflexos dos tendões profundos e diaforese.

## Diagnóstico
Testar com baixa dose (1/8%) de pilocarpina pode constringir a pupila tônica devido à supersensibilidade de desnervação colinérgica.

## Epidemiologia
Geralmente afeta mulheres jovens e é unilateral em 80% dos casos.